# Ралф Волдо Емерсон
Ралф Волдо Емерсон (енгл. Ralph Waldo Emerson, погрешно је Ралф Валдо Емерсон; Бостон, 25. мај 1803 — Конкорд, 27. април 1882), био је амерички филозоф, есејиста и песник.
По својим идејама и утицају средишња је личност америчког интелектуалног живота у 19. веку. Његово предавање под насловом Амерички учењак названо је „интелектуалном Декларацијом независности“. Уређивао је лист The Deal. Сматрао је да је песникова улога да нам помогне увидети оно стално у оному што је промењиво и пролазно. Објавио је књиге Угледни људи и Енглеске значајке, те збирке есеја Провођење живота, Друштво и осама, Природа и Огледи.
Емерсон је већину својих важних есеја прво написао као предавања, а затим их је прерадио за штампу. Његове прве две збирке есеја, Есеји: Прва серија (1841) и Есеји: Друга серија (1844), представљају срж његовог размишљања. Они укључују добро познате есеје „Самопоуздање“, „Над-душа“, „Кругови“, „Песник“ и „Искуство“. Заједно са „Природом“, ови есеји су направили деценију од средине 1830-их до средине 1840-их Емерсоновим најплоднијим периодом. Емерсон је писао о бројним темама, никада није заступао фиксне филозофске поставке, већ је развијао одређене идеје као што су индивидуалност, слобода, способност човечанства да оствари готово све и однос душе и околног света. Емерсонова „природа“ била је више филозофска него натуралистичка: „Филозофски посматрано, универзум је састављен од природе и душе“. Емерсон је једна од неколико фигура који су „заузели у већој мери пантеистички или пандеистички приступ одбацујући ставове о Богу као одвојеном од света“.

## Изабрани радови
Колекције
- Essays: First Series (1841)
- Essays: Second Series (1844)
- Poems (1847)
- Nature, Addresses and Lectures (1849)
- Representative Men (1850)
- English Traits (1856)
- The Conduct of Life (1860)
- May-Day and Other Pieces (1867)
- Society and Solitude (1870)
- „Natural History of the Intellect: the last lectures of Ralph Waldo Emerson” (PDF). Архивирано из оригинала (PDF) 30. 09. 2020. г. Приступљено 10. 04. 2021. (1871)[8]
- Letters and Social Aims (1875)

Индивидуални есеји
- "Nature" (1836)
- "Self-Reliance" (Essays: First Series)
- "Compensation" (First Series)
- "The Over-Soul" (First Series)
- "Circles" (First Series)
- "The Poet" (Essays: Second Series)
- "Experience" (Essays: Second Series)
- "Politics" (Second Series)
- "Saadi" in the Atlantic Monthly (1864)
- "The American Scholar"
- "New England Reformers"

Поеме
- "Concord Hymn"
- "The Rhodora"
- "Brahma"
- "Uriel"

Писма
- Letter to Martin Van Buren
- The Correspondence of Thomas Carlyle and Ralph Waldo Emerson, 1834–72[9][10]